# Vira Bahu II
Vira Bahu II est le 5e roi de Gampola, et 1er roi de Raigama, de la dynastie Siri Sanga Bo, dans l'actuel Sri Lanka. Il régna de 1391/2 à 1397.

## Étymologie
Le nom provient de la langue pali, propre au bouddhisme Theravāda pratiqué au Sri Lanka, dont l'écriture est le Devanagari. La transcription en langue latine peut donc donner des résultats différents, selon que le mot est transcrit traditionnellement ou en ISO 15919.
Le nom du roi Virabahu peut se décomposer en 2 mots :
- Le mot Vira peut se transcrire Veera.
- Le mot Bahu peut se transcrire Bãhu, Bâhu, Baahu ou Bâhu.

## Biographie
Vira Bahu II règne cinq ou six ans, puis deux membres anonymes de la famille royale se disputent le trône, tous deux devenant rois pendant une très courte période, jusqu'à ce que le ministre Vira Alakesvara de Gampola ou Alagakkonara (en cingalais) l'emporte et monte sur le trône sous le nom de Vijayabahu VI.